# Кова (Хэйан)
Кова (яп. 康和 ко:ва) — девиз правления (нэнго) японского императора Хорикавы, использовавшийся с 1099 по 1104 год .

## Продолжительность
Начало и конец эры:
- 28-й день 8-й луны 3-го года Дзётоку (по юлианскому календарю — 15 сентября 1099);
- 10-й день 2-й луны 6-го года Кова (по юлианскому календарю — 8 марта 1104).

## Происхождение
Название нэнго было заимствовано из классического древнекитайского сочинения «Об управлении» (кит. трад. 政論, пиньинь Zhènglùn, палл. Чжэн лунь) авторства китайского государственного деятеля и учёного Цуй Ши (кит. 崔寔, 103—170):「四海康和、天下同楽」.

## События
- 1099 год (6-я луна 1-го года Кова) — кампаку Фудзивара-но Моромити скончался в возрасте 38 лет; его сын, Фудзивара-но Тададзанэ, взял на себя обязанности отца[6];
- 1100 год (2-й год Кова) — дайнагон Фудзивара-но Тададзанэ получил титул удайдзина[7];
- 1101 год (2-я луна 3-го года Кова) — бывший кампаку, Фудзивара-но Мородзанэ, скончался в возрасте 60 лет[7];
- 24 февраля 1103 года (16-й день 1-й луны 5-го года Кова) — у императора Хорикава родился сын (будущий император Тоба), которого в 17-й день 8-й луны того же года нарекли наследным принцем[8].

## Сравнительная таблица
Ниже представлена таблица соответствия японского традиционного и европейского летосчисления. В скобках к номеру года японской эры указано название соответствующего года из 60-летнего цикла китайской системы гань-чжи. Японские месяцы традиционно названы лунами.
| 1-й год Кова (Земляной Кролик)      | 1-я луна        | 2-я луна   | 3-я луна* | 4-я луна  | 5-я луна* | 6-я луна               | 7-я луна* | 8-я луна*  | 9-я луна    | 9-я луна* (високосная) | 10-я луна  | 11-я луна*    | 12-я луна      |
| ----------------------------------- | --------------- | ---------- | --------- | --------- | --------- | ---------------------- | --------- | ---------- | ----------- | ---------------------- | ---------- | ------------- | -------------- |
| Юлианский календарь                 | 24 января 1099  | 23 февраля | 25 марта  | 23 апреля | 23 мая    | 21 июня                | 21 июля   | 19 августа | 17 сентября | 17 октября             | 15 ноября  | 15 декабря    | 13 января 1100 |
| 2-й год Кова (Металлический Дракон) | 1-я луна        | 2-я луна   | 3-я луна* | 4-я луна  | 5-я луна* | 6-я луна               | 7-я луна* | 8-я луна*  | 9-я луна    | 10-я луна*             | 11-я луна  | 12-я луна*    |                |
| Юлианский календарь                 | 12 февраля 1100 | 13 марта   | 12 апреля | 11 мая    | 10 июня   | 9 июля                 | 8 августа | 6 сентября | 5 октября   | 4 ноября               | 3 декабря  | 2 января 1101 |                |
| 3-й год Кова (Металлическая Змея)   | 1-я луна        | 2-я луна   | 3-я луна* | 4-я луна  | 5-я луна* | 6-я луна               | 7-я луна  | 8-я луна*  | 9-я луна*   | 10-я луна              | 11-я луна* | 12-я луна     |                |
| Юлианский календарь                 | 31 января 1101  | 2 марта    | 1 апреля  | 30 апреля | 30 мая    | 28 июня                | 28 июля   | 27 августа | 25 сентября | 24 октября             | 23 ноября  | 22 декабря    |                |
| 4-й год Кова (Водяная Лошадь)       | 1-я луна*       | 2-я луна   | 3-я луна* | 4-я луна  | 5-я луна  | 5-я луна* (високосная) | 6-я луна  | 7-я луна*  | 8-я луна    | 9-я луна*              | 10-я луна  | 11-я луна*    | 12-я луна      |
| Юлианский календарь                 | 21 января 1102  | 19 февраля | 21 марта  | 19 апреля | 19 мая    | 18 июня                | 17 июля   | 16 августа | 14 сентября | 14 октября             | 12 ноября  | 12 декабря    | 10 января 1103 |
| 5-й год Кова (Водяная Коза)         | 1-я луна*       | 2-я луна   | 3-я луна* | 4-я луна  | 5-я луна* | 6-я луна               | 7-я луна  | 8-я луна*  | 9-я луна    | 10-я луна*             | 11-я луна  | 12-я луна     |                |
| Юлианский календарь                 | 9 февраля 1103  | 10 марта   | 9 апреля  | 8 мая     | 7 июня    | 6 июля                 | 5 августа | 4 сентября | 3 октября   | 2 ноября               | 1 декабря  | 31 декабря    |                |
| 6-й год Кова (Деревянная Обезьяна)  | 1-я луна*       | 2-я луна*  | 3-я луна  | 4-я луна* | 5-я луна* | 6-я луна               | 7-я луна  | 8-я луна*  | 9-я луна    | 10-я луна              | 11-я луна* | 12-я луна     |                |
| Юлианский календарь                 | 30 января 1104  | 28 февраля | 28 марта  | 27 апреля | 26 мая    | 24 июня                | 24 июля   | 23 августа | 21 сентября | 21 октября             | 20 ноября  | 19 декабря    |                |

* звёздочкой отмечены короткие месяцы (луны) продолжительностью 29 дней. Остальные месяцы длятся 30 дней.